# Gideon Mer

Gideon Mer mit seiner Mitarbeiterin Margalit Shafshak (1955)

Gideon Mer (geb. 1894 in Panevėžys, Gouvernement Kaunas; gest. 22. März 1961 in Rosch Pina, Israel) war ein israelischer Wissenschaftler litauisch-russischer Herkunft, der hauptsächlich im Bereich der Malariaforschung aktiv war. Er war der Vater von Arna Mer-Chamis und der Großvater von Juliano Mer-Khamis.

## Biografie
Gideon Mer wurde in Litauen geboren, damals Teil des Russischen Kaiserreiches. Er studierte Medizin in Russland und Frankreich und emigrierte 1914 nach Palästina. Während des Ersten Weltkrieges war er als Mediziner in der Jüdischen Legion, einem Bataillon der Königlichen Füsiliere (Royal Fusiliers) der Britischen Armee und war in Gallipoli, in Palästina, in Syrien und in der Türkei stationiert. Nach dem Ersten Weltkrieg zog er nach Rosch Pina in Obergaliläa. Sein dort aufgebautes Labor wurde schnell zu einer wichtigen Forschungsstation zur Stechmücken- (Mosquito) und Malariaforschung. Nach der Gründung der Hebräischen Universität Jerusalem wurde er Professor für Krankheitsprävention.
Während des Zweiten Weltkriegs diente Mer wiederum in der Britischen Armee, als Malariaberater. Nach dem Krieg wurde er Mitglied der neuen Medizinischen Fakultät und Chefberater des Ministeriums für Gesundheit. Dieses Ministerium leitete er auch als Direktor in den Jahren 1956–1957.
Nachdem die Malaria in Israel weitgehend unter Kontrolle gebracht werden konnte, insbesondere durch die Arbeit und Erkenntnisse von Prof. Mer, widmete er sich der Kontrolle bzw. Auslöschung anderer Insekten, so unter anderem der Bremsen. Dazu wurden in der Forschungsstation in Rosch Pina Wissenschaftler ausgebildet und Insektizide getestet.